# Arcugnano
Arcugnano là một đô thị tại tỉnh Vicenza ở vùng Veneto, Ý.
Đô thị này có diện tích 41  km², dân số là 7816 người (thời điểm 30 tháng 11 năm 2008)